# La Barrosa

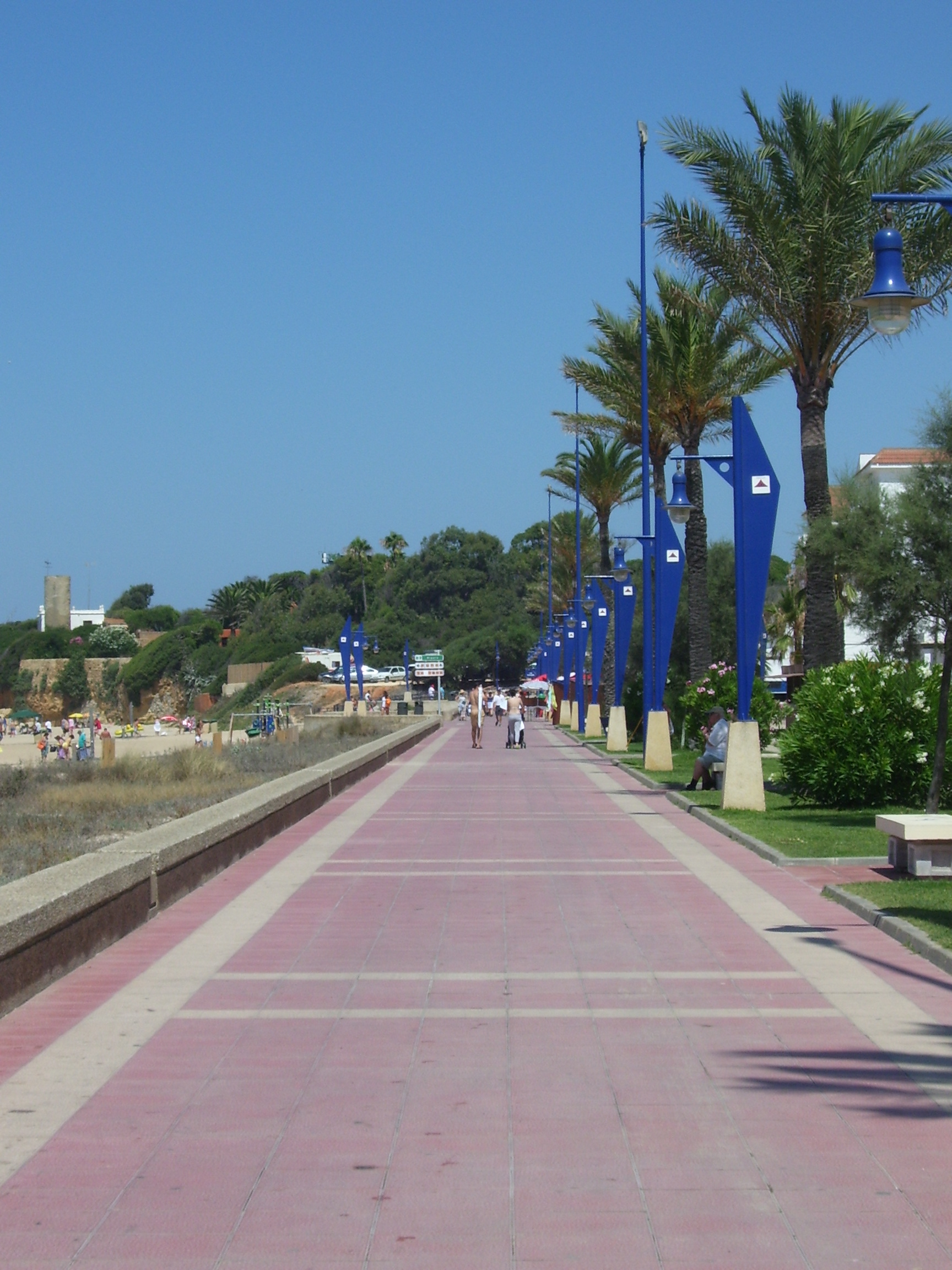
Playa de la Barrosa – plaża, która była inspiracją dla twórcy

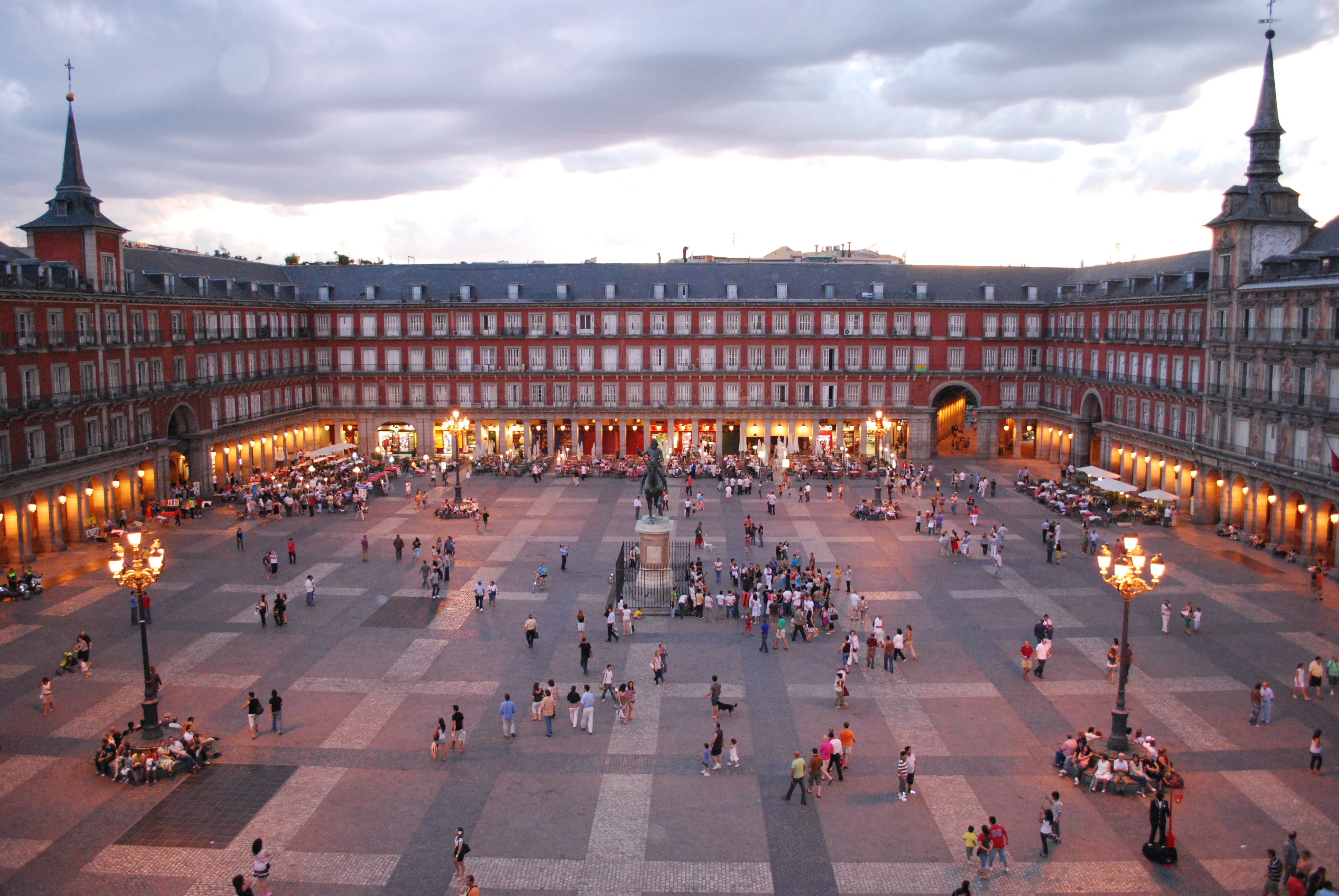
Plaza Mayor, gdzie w 1993 roku de Lucía wykonał utwór

La Barrosa (pol. Dziewczyna ze skazami) – utwór flamenco napisany i nagrany przez hiszpańskiego gitarzystę Paco de Lucię. Kompozycja jest w stylu alegrías (żywy rodzaj muzyki flamenco). Dzieło ukazało się na płycie studyjnej artysty Siroco z roku 1987. Instrumental ten jest jednym z najbardziej popularnych i uznanych prac w jego dorobku. Tytuł utworu odnosi się do kadyksyjskiej plaży Playa de la Barrosa, rozciągającej się na szerokości 6 km, która znajduje się w mieście Chiclana de la Frontera. Angielski muzyk Richard Chapman opisał dzieło jako „pełne swobodnej subtelności z kaskadującymi frazami”. Utwór jest grany w tonacji B-dur, z użyciem kapodasteru na drugim progu.
Muzyk wykonywał "La Barrosę" na scenach całego świata, włączając występ na madryckim Plaza Mayor w roku 1993. Rok wcześniej de Lucía zaprezentował kompozycję na arenie walk byków podczas wystawy Expo '92 odbywającej się w Sewilli. Także w 1992 roku gitarzysta wraz z grupą muzyków z Paco de Lucía Sextet zaprezentował kompozycję amerykańskiej publiczności w nowojorskiej Avery Fisher Hall. Kompozycja znalazła się również na wydanej w 1996 roku, dwupłytowej kompilacji Antología.